# Talea
Talea es una comuna ubicada en el distrito de Prahova, Rumania.

## Superficie
Posee una superficie de 24,85 kilómetros cuadrados.

## Demografía
Hasta 2021 la población era de 925 habitantes, con una densidad de población de 37,22 habitantes por kilómetro cuadrado.